# Brian McMahon
Brian McMahon, kanadski veslač, * 24. julij 1961, Toronto, Ontario.
McMahon je bil krmar kanadskega osmerca, ki je na Poletnih olimpijskih igrah 1984 v Los Angelesu osvojil zlato medaljo.